# Une vie démente
Pour plus de détails, voir Fiche technique et Distribution.
Une vie démente est une comédie dramatique belge coécrite et réalisée par Ann Sirot et Raphaël Balboni, sortie en 2020.
Il s'agit de leur premier film. Il met en scène Jo Deseure, Jean Le Peltier et Lucie Debay. Il est sélectionné et présenté pour la première fois au Festival de Namur en octobre 2020, où il reçoit un excellent accueil critique. Il est ensuite présenté dans de nombreux autres festivals.
Le film a récolté un record de douze nominations lorsque de la 11e cérémonie des Magritte du cinéma, et est reparti avec 7 récompenses, incluant celle du meilleur film, de la meilleure actrice et du meilleur acteur.

## Synopsis
Alex et Noémie, la trentaine, voudraient avoir un enfant. Leurs plans sont chamboulés car la mère d'Alex, Suzanne, agit de manière de plus en plus farfelue. Atteinte de démence dégénérative, elle ne peut désormais plus se gérer seule. La vie devient de plus en plus difficile pour le couple, qui va devoir apprendre à trouver un nouvel équilibre dans sa vie. Entre l’enfant désiré et l’enfant que Suzanne redevient, tout s’emmêle. C’est l’histoire d’un rodéo, la traversée agitée d’un couple qui découvre la parentalité à l’envers.

## Fiche technique
- Titre original : Une vie démente
- Titre international : Madly in life
- Réalisation : Ann Sirot et Raphaël Balboni
- Décors : Lisa Etienne
- Costumes : Frédérick Denis
- Scénario : Ann Sirot et Raphaël Balboni
- Photographie : Jorge Piquer Rodríguez
- Son : Bruno Schweisguth, Julien Mizac, Philippe Charbonnel
- Montage : Sophie Vercruysse, Raphaël Balboni
- Production : Julie Esparbes
- Sociétés de production : Hélicotronc
- Sociétés de distribution  : Arizona Distribution
- Pays d'origine :  Belgique
- Langue originale : français
- Format : couleur
- Genre : comédie dramatique
- Durée : 87 minutes
- Dates de sortie :
  - Belgique : 4 novembre 2020
  - France : 10 novembre 2021

## Distribution
- Jo Deseure : Suzanne, la mère
- Jean Le Peltier : Alex, le fils
- Lucie Debay : Noémie, la petite-amie
- Gilles Remiche : Kevin, l'aide-soignant

## Accueil
Une vie démente reçoit un accueil globalement positif de la part de la critique et du public. Sur le site français Allociné, le film obtient un résultat de 3,5/5 de moyenne de la part des critiques presses recensées, et 4/5 de la part des spectateurs.
Le critique de cinéma belge Hugues Dayez commente le film pour la RTBF, « Il y a trois personnages principaux et peu de décors dans Une vie démente. Rien de spectaculaire donc, mais une justesse d'écriture, qui parvient à montrer le tragicomique de la situation : Suzanne est malade, certes, mais elle est tellement désinhibée qu’elle provoque parfois des situations très pittoresques, à la grande honte de son fils. Dans ce rôle casse-gueule, l’actrice de théâtre Jo Deseure fait des étincelles. Et pour incarner le jeune couple désemparé, Jean Le Peltier et Lucie Debay sont formidablement crédibles. Entre rire et émotion, Une vie démente est une surprise très enthousiasmante ».

## Distinctions
- Magritte 2022 :
  - Meilleur film
  - Meilleur scénario original ou adaptation : Ann Sirot et Raphaël Balboni
  - Meilleure actrice : Jo Deseure
  - Meilleur acteur : Jean Le Peltier
  - Meilleur acteur dans un second rôle : Gilles Remiche
  - Meilleurs décors : Lisa Etienne
  - Meilleurs costumes : Frédérick Denis
- Chistera 2021 :
  - Meilleure réalisation : Ann Sirot et Raphaël Balboni
  - Meilleure actrice : Jo Deseure
  - Prix du Jury des Jeunes

### Nominations
- Chistera 2021 : Meilleur film
- Magritte 2022 :
  - Meilleur premier film
  - Meilleure réalisation : Ann Sirot et Raphaël Balboni
  - Meilleure actrice : Lucie Debay
  - Meilleur son : Bruno Schweisguth, Julien Mizac, Philippe Charbonnel
  - Meilleur montage : Sophie Vercruysse, Raphaël Balboni